# Equació de Nernst
L'equació de Nernst, desenvolupada pel químic i físic alemany Walther Hermann Nernst, s'utilitza per calcular el potencial de reducció d'un elèctrode quan les condicions no són les estàndard (concentració 1 M, pressió d'1 atm, temperatura de 298 K).

## Equació
{\displaystyle E=E^{0}-{\frac {RT}{nF}}\log(Q)}
On E és el potencial corregit de l'elèctrode, E{\displaystyle {}^{0}} el potencial en condicions estàndard (els potencials es troben tabulats per diferents reaccions redox), R la famosa constant dels gasos, T la temperatura absoluta, n la quantitat de mols d'electrons que participen en la reacció, F la constant de Faraday (aproximadament 96500 coulomb/mol), i Q la següent expressió:
{\displaystyle Q={\frac {C^{c}D^{d}}{A^{a}B^{b}}}}
On "C" i "D" són les pressions parcials i/o concentracions molars en cas de gasos o d'ions dissolts, respectivament, dels productes de reacció; "A" i "B" ídem per als reactius. Els exponents són la quantitat de mols de cada substància implicada en la reacció (coficients estequiomètrics). A les substàncies en estat sòlid se'ls assigna concentració unitària, raó que explica que no apareixen en Q.

## Aplicació a piles
La força electromotriu d'una pila es calcula amb la següent expressió:
{\displaystyle \Delta E=E_{RedCatode}-E_{RedAnode}}
Ambdós potencials de reducció es calculen amb l'equació de Nernst, per tant, traient factor comú i operant amb els logaritmes s'obté la següent equació:
{\displaystyle \Delta E=\Delta E^{0}-{\frac {RT}{nF}}\log(Q)}
On "{\displaystyle \Delta }E" és la diferència de potencial corregida de la pila i "{\displaystyle \Delta }E{\displaystyle {}^{0}} la diferència de potencial de la pila en condicions estàndard, és a dir, calculada amb les reaccions tabulades, sense corregir amb l'equació de Nernst per elèctrodes.

## Exemple d'aplicació
En la pila de reacció
{\displaystyle 2Al_{(s)}+3Zn^{2+}\to 2Al^{3+}+3Zn_{(s)}}
s'intercanvien 6 electrons, per tant
{\displaystyle n=6}
 y 
{\displaystyle Q={\frac {[Al^{3+}]^{2}}{[Zn^{2+}]^{3}}}}
On [ ] es refereix a concentració.
Si només se cerca el potencial corregit del càtode (reducció) llavors
{\displaystyle Q={\frac {1}{[Zn^{2+}]^{3}}}}

## Simplificació per temperatura estàndard
Per T = 298 K l'equació es redueix a:
{\displaystyle E=E_{0}-{\frac {0,05916}{n}}\log(Q)}
{\displaystyle \Delta E=\Delta E^{0}-{\frac {0,05916}{n}}\log(Q)}
Aquestes versions simplificades són les més utilitzades per elèctrodes i piles a temperatura ambient, ja que l'error que es produeix per diferències entre la temperatura real i l'expressada en l'equació és insignificant.

## Unitats
Les unitats del potencial de reducció s'expressen en volts (V).
Les concentracions no inclouen les unitats pel que el resultat del logaritme és adimensional.